# مسقط هوارث

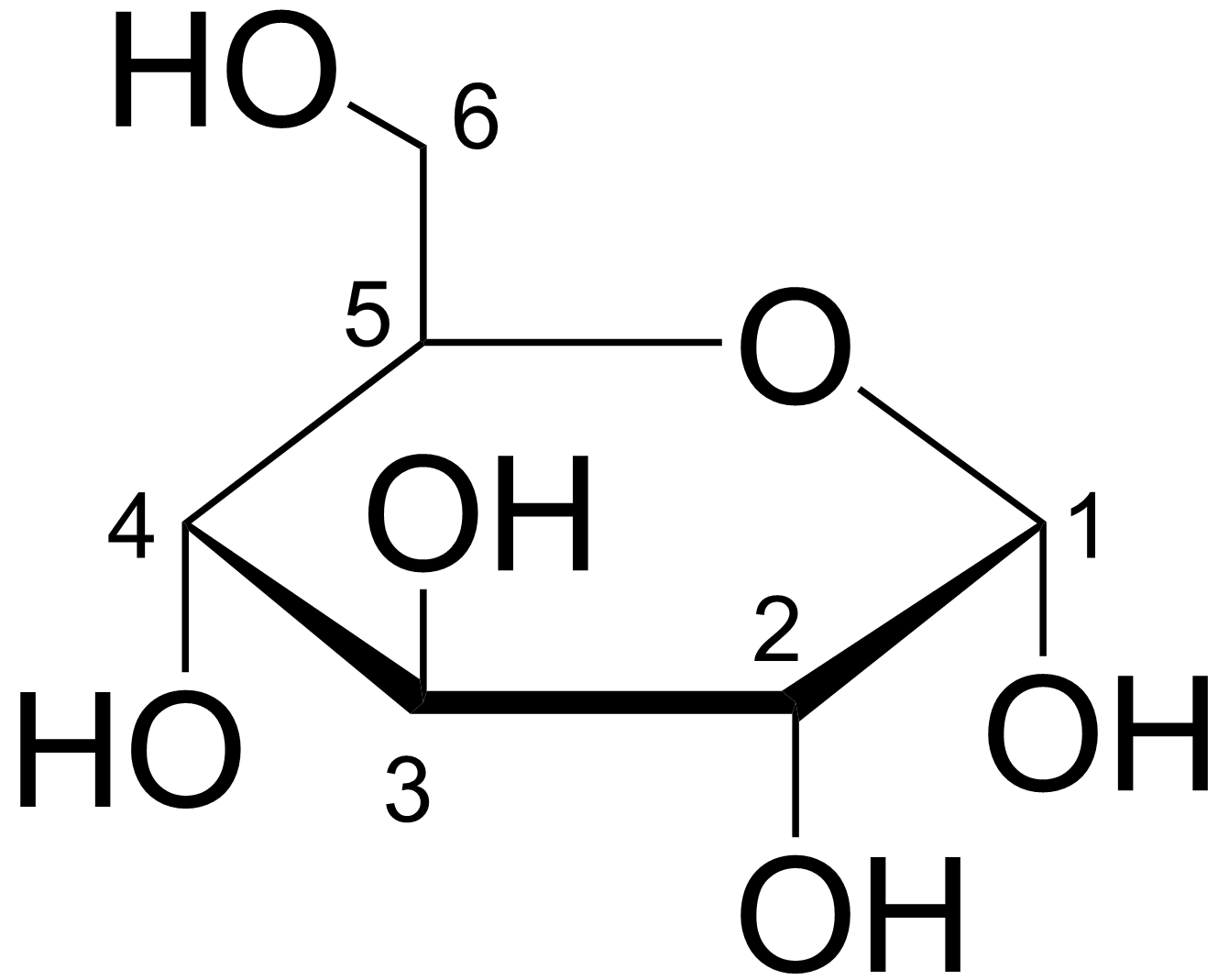
مسقط هوارث لبناء ألفا-دي-جلوكوز

مسقط هوارث هو طريقة شائعة لتمثيل البناء الحلقي للسكر الأحادي بتمثيل بسيط ثلاثي الابعاد.
وسُمّي مسقط هوارث على اسم العالم الإنجليزي سير والتر إن. هوارث.
ولمسقط هوارث الصفات التالية:
- ذرة الكربون تكون ضمنية. وكما في المثال، فالذرات المرقمة من 1 إلى 6 كلها ذرات كربون. وتعرف الذرة الأولى على أنها كربونة صنوية.
- ذرات الهيدروجين تكون ضمنية. وفي المثال الذرات من 1 إلى 6 عليها ذرات هيدروجين.
- الخط الغليظ يمثل الذرات القريبة للمشاهد. وفي المثال تكون على اليمين الذرات 2، 3 (ومجموعاتها من OH) هي الاقرب للمشاهد بينما الذرات 1 و 4 أبعد منها عن المشاهد، وأخيرا الذرات المتبقية تكون الأبعد.